# Idensalmi
Idensalmi (finska: Iisalmi) är en stad i landskapet Norra Savolax. Idensalmi har 20 958 invånare och har en yta på 872,18 km².
Grannkommuner är Kiuruvesi, Lapinlahti, Kuopio, Pielavesi, Sonkajärvi och Vieremä.
Idensalmi är enspråkigt finskt.
Staden är känd för slaget vid Virta bro den 27 oktober 1808.
Den finska tonsättaren Joonas Kokkonen är född i staden.

## Administrativ historik
Idensalmi blev köping 1860 och stad 1891.

## Ekonomi
De mest kända företagen i Idensalmi är bryggeriet Olvi Oy, som även producerar andra milda alkoholhaltiga drycker och läskedrycker. I staden finns även högtalartillverkaren Genelec Oy, Profile Vehicles Oy som tillverkar specialfordon samt Normet Group Oy som tillverkar gruvfordon.[källa behövs]

## Traditionell mat

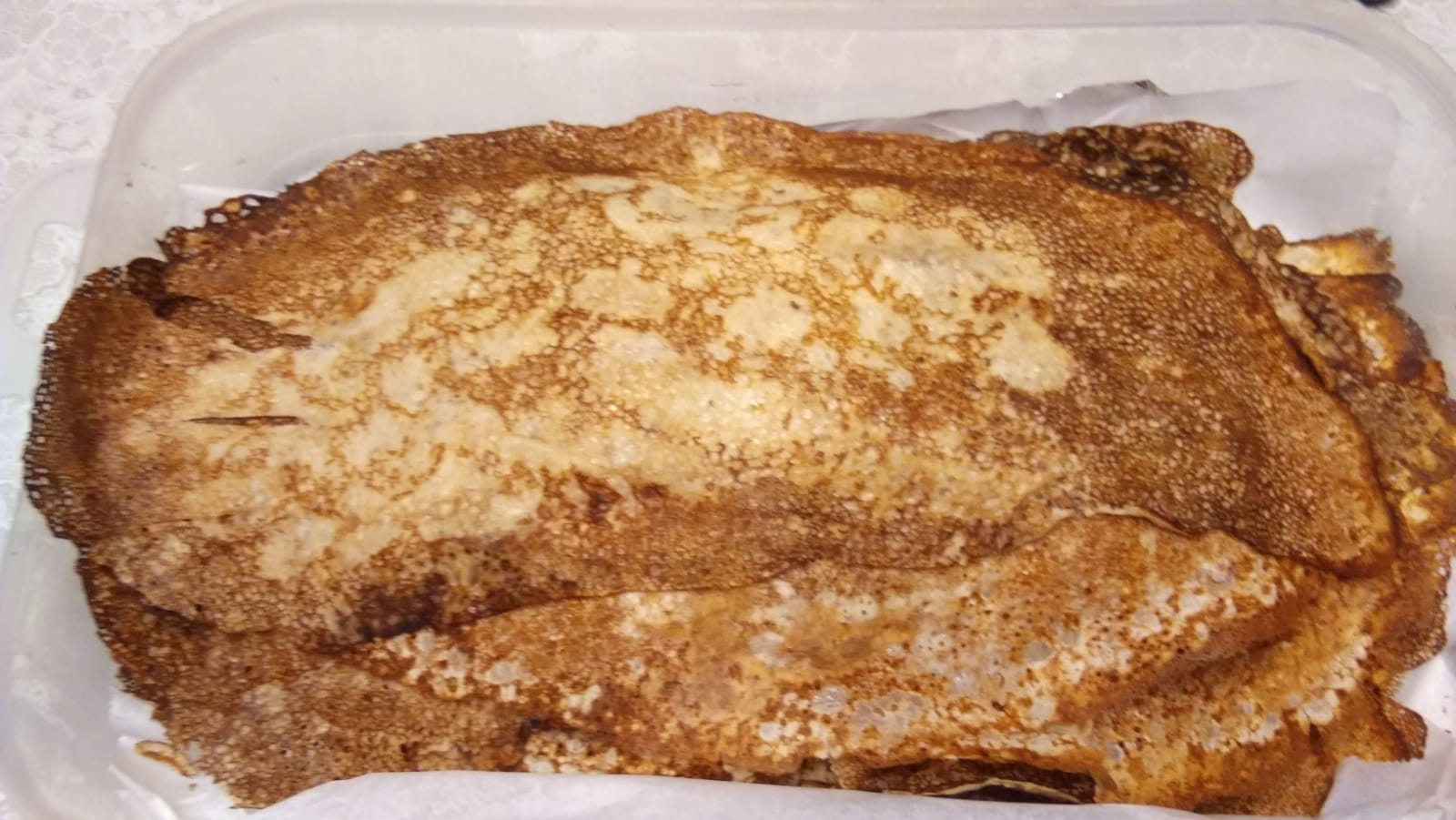
Muurinpohjalettu

På 1980-talet röstade var och en av Savolax dåvarande kommuner fram sina egna signaturrätter. "Muurinpohjalettu" valdes som Idensalmis traditionella rätt.[källa behövs]

## Politik

### Mandatfördelning i Idensalmi stad, valen 1976–2021
| 11 | 8 | 3 | 12 |  |  | 7 |

| 11 | 7 | 4 | 14 |  | 6 |

| 9 | 7 | 7 | 13 | 2 | 5 |

| 10 | 6 | 5 | 15 | 2 | 5 |

| 11 | 7 |  | 4 | 14 | 2 | 4 |

| 9 | 6 |  |  | 19 | 2 | 5 |

| 8 | 5 |  | 3 | 17 | 4 | 5 |

| 8 | 7 |  | 18 | 3 | 6 |

| 22 | 21 |

| 8 | 5 | 3 | 2 | 16 | 2 | 7 |

| 27 | 16 |

| 6 | 5 | 2 | 4 | 16 | 2 | 8 |

| 28 | 15 |

| 7 | 8 | 3 | 2 | 15 | 2 | 6 |

| 26 | 17 |

| 4 | 7 | 3 | 7 | 13 | 2 | 7 |

| 31 | 12 |

## Kommunikationer
Idensalmi järnvägsstation trafikeras av tåg på järnvägarna:
- Idensalmi-Ylivieska-banan
- Idensalmi-Kontiomäki-banan
- Savolaxbanan

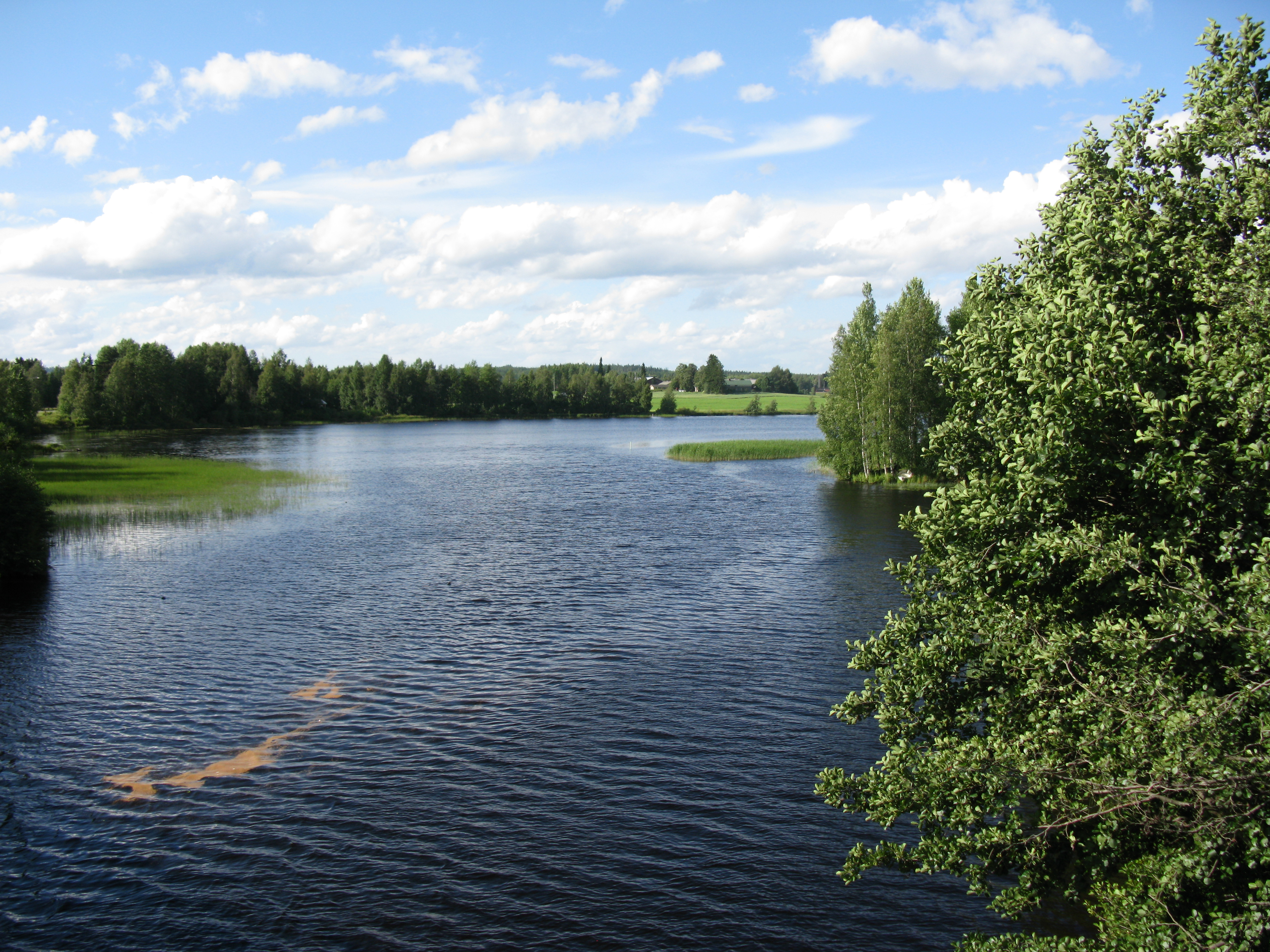
Koljonvirta ström
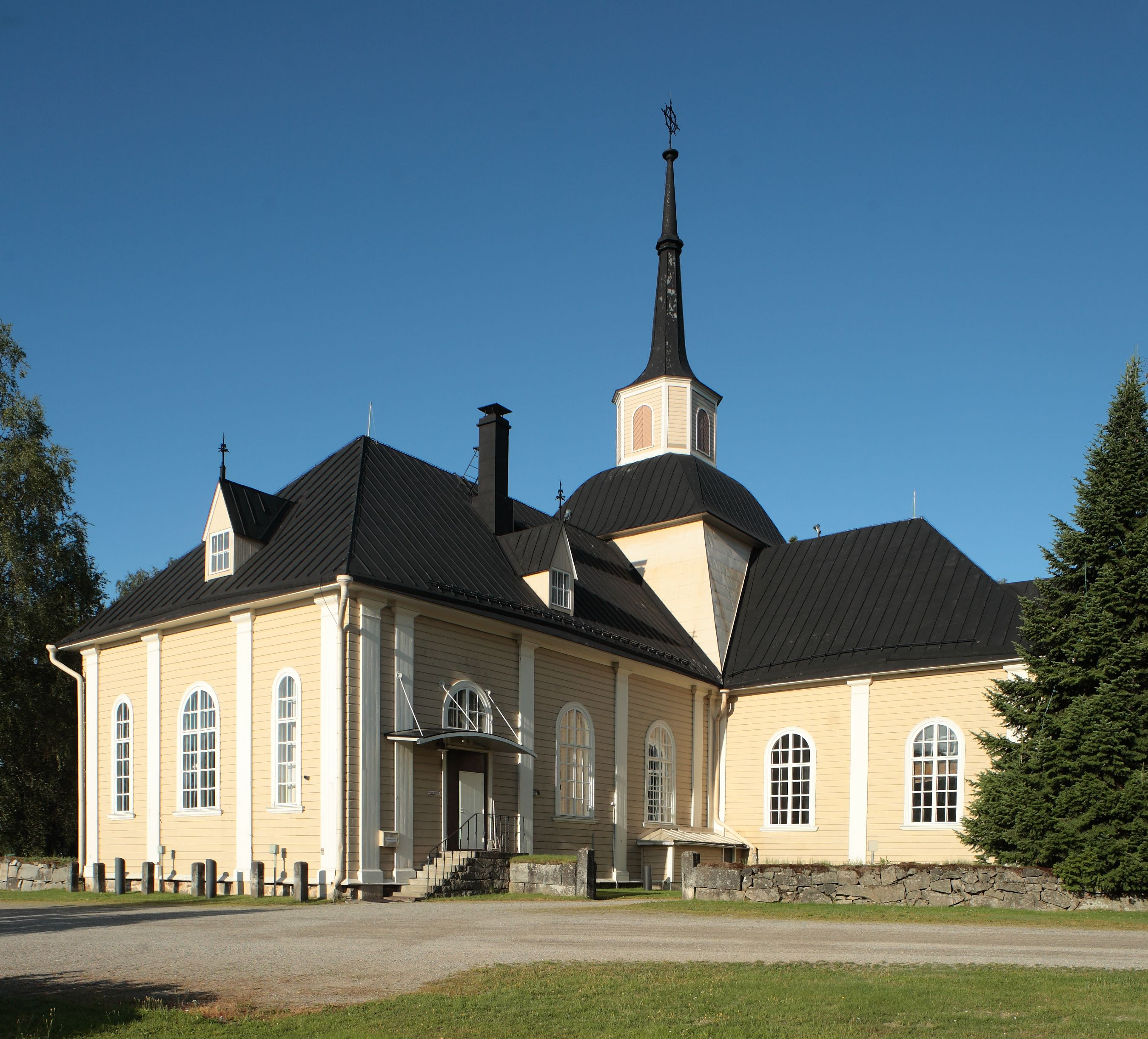
Gustav Adolfs kyrka stod klar år 1779.
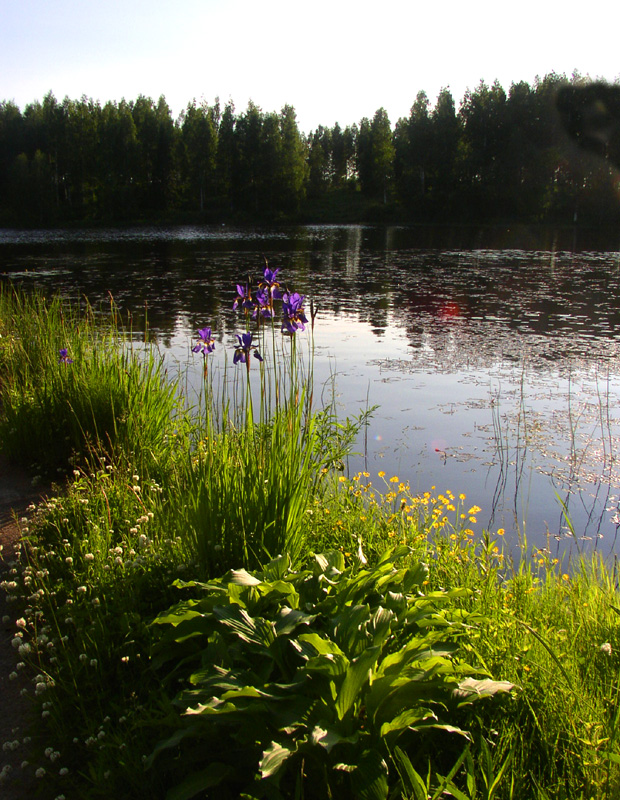
Sjön Porovesi i Idensalmi.

## Demografi

### Befolkningsutveckling
| Befolkningsutvecklingen i Idensalmi stad 1975–2020                                                           | Befolkningsutvecklingen i Idensalmi stad 1975–2020 | Befolkningsutvecklingen i Idensalmi stad 1975–2020 | Befolkningsutvecklingen i Idensalmi stad 1975–2020 | Befolkningsutvecklingen i Idensalmi stad 1975–2020 |
| --- | -------------------------------------------------- | -------------------------------------------------- | -------------------------------------------------- | -------------------------------------------------- |
| |                                                    |                                                    |                                                    |                                                    |
| År |                                                    |                                                    | Folkmängd                                          |                                                    |
| 1975 | 1975                                               |                                                    | 21 474                                             |                                                    |
| 1980 | 1980                                               |                                                    | 22 648                                             |                                                    |
| 1985 | 1985                                               |                                                    | 23 612                                             |                                                    |
| 1990 | 1990                                               |                                                    | 23 979                                             |                                                    |
| 1995 | 1995                                               |                                                    | 24 042                                             |                                                    |
| 2000 | 2000                                               |                                                    | 23 113                                             |                                                    |
| 2005 | 2005                                               |                                                    | 22 482                                             |                                                    |
| 2010 | 2010                                               |                                                    | 22 095                                             |                                                    |
| 2015 | 2015                                               |                                                    | 21 945                                             |                                                    |
| 2020 | 2020                                               |                                                    | 21 124                                             |                                                    |
| Anm: Uppgifterna avser förhållandena den 31 december nämnda år enligt områdesindelningen den 1 januari 2022. |                                                    |                                                    |                                                    |                                                    |

### Språk
Befolkningen efter språk (modersmål) den 31 december 2022. Finska, svenska och samiska räknas som inhemska språk då de har officiell status i landet. Resten av språken räknas som främmande. För språk med färre än 10 talare är siffran dold av Statistikcentralen på grund av sekretesskäl.
| Språk                        | Talare 2022-12-31 | Talare 2022-12-31 |
| Språk                        | Antal             | Andel (%)         |
| ---------------------------- | ----------------- | ----------------- |
| Hela befolkningen            | 20 801            | 100,0             |
| Inhemska språk totalt        | 20 075            | 96,5              |
| Finska                       | 20 064            | 96,5              |
| Svenska                      | 9                 | 0,0               |
| Samiska                      | 2                 | 0,0               |
| Främmande språk totalt       | 726               | 3,5               |
| Ryska                        | 232               | 1,1               |
| Arabiska                     | 99                | 0,5               |
| Estniska                     | 59                | 0,3               |
| Ukrainska                    | 48                | 0,2               |
| Thailändska                  | 33                | 0,2               |
| Persiska                     | 29                | 0,1               |
| Tigrinska                    | 29                | 0,1               |
| Kurdiska                     | 24                | 0,1               |
| Spanska                      | 18                | 0,1               |
| Turkiska                     | 18                | 0,1               |
| Engelska                     | 15                | 0,1               |
| Albanska                     | 13                | 0,1               |
| Polska                       | 13                | 0,1               |
| Tyska                        | 10                | 0,0               |
| Språk med färre än 10 talare | 86                | 0,4               |

|  | Finska (96,5 %) |

|  | Svenska (0,0 %) |

|  | Samiska (0,0 %) |

|  | Främmande språk (3,5 %) |

|  | Finska (96,5 %) |

|  | Svenska (0,0 %) |

|  | Samiska (0,0 %) |

|  | Främmande språk (3,5 %) |